# Aldeburgh
Aldeburgh [ɔːld.brə] est une ville du Suffolk (Royaume-Uni), de 2 466 habitants en 2011, connue pour le festival d'Aldeburgh consacré au compositeur anglais Benjamin Britten qui y meurt en 1976.
Cette station balnéaire bénéficie du label Pavillon bleu depuis 2005.

## Histoire

### La Tour Martello
La Tour Martello quadrifoliée se dresse à la pointe de l’isthme s'ouvrant sur Orford Ness. Elle était le plus grand et le plus septentrional des 103 ouvrages défensifs anglais construits entre 1808 et 1812 pour empêcher un débarquement français. Le Landmark Trust le loue désormais comme pavillon de vacances.

### Aquarelle de Turner
Le peintre William Turner a réalisé vers 1826 une aquarelle vue de la mer intitulée Aldborough, Suffolk et conservée à la Tate Britain à Londres. Elle fait partie de la série Picturesque Views of England and Wales 1827-1838.

## Sites
La tour Martello est l'ultime trace du village de pêcheurs de Slaughden, balayé par la tempête de la mer du Nord en 1936. Près de la tour Martello, sur le Quai Slaughden, on discerne à peine l’épave du chalutier Ionia, piégé dans les sables mouvants de l’Alde, puis utilisé comme bateau-logement. Devenu insalubre, il a été incendié en 1974.

## Personnalités liées à la ville
- Le compositeur Benjamin Britten (1913-1976) s'y était installé.
- Sue Lloyd, actrice britannique, y est née.
- William Haselden (1872-1953), dessinateur d'humour anglais y est mort
- La médecin Elizabeth Garrett Anderson y est morte en 1917.

## Galerie

Aldeburgh
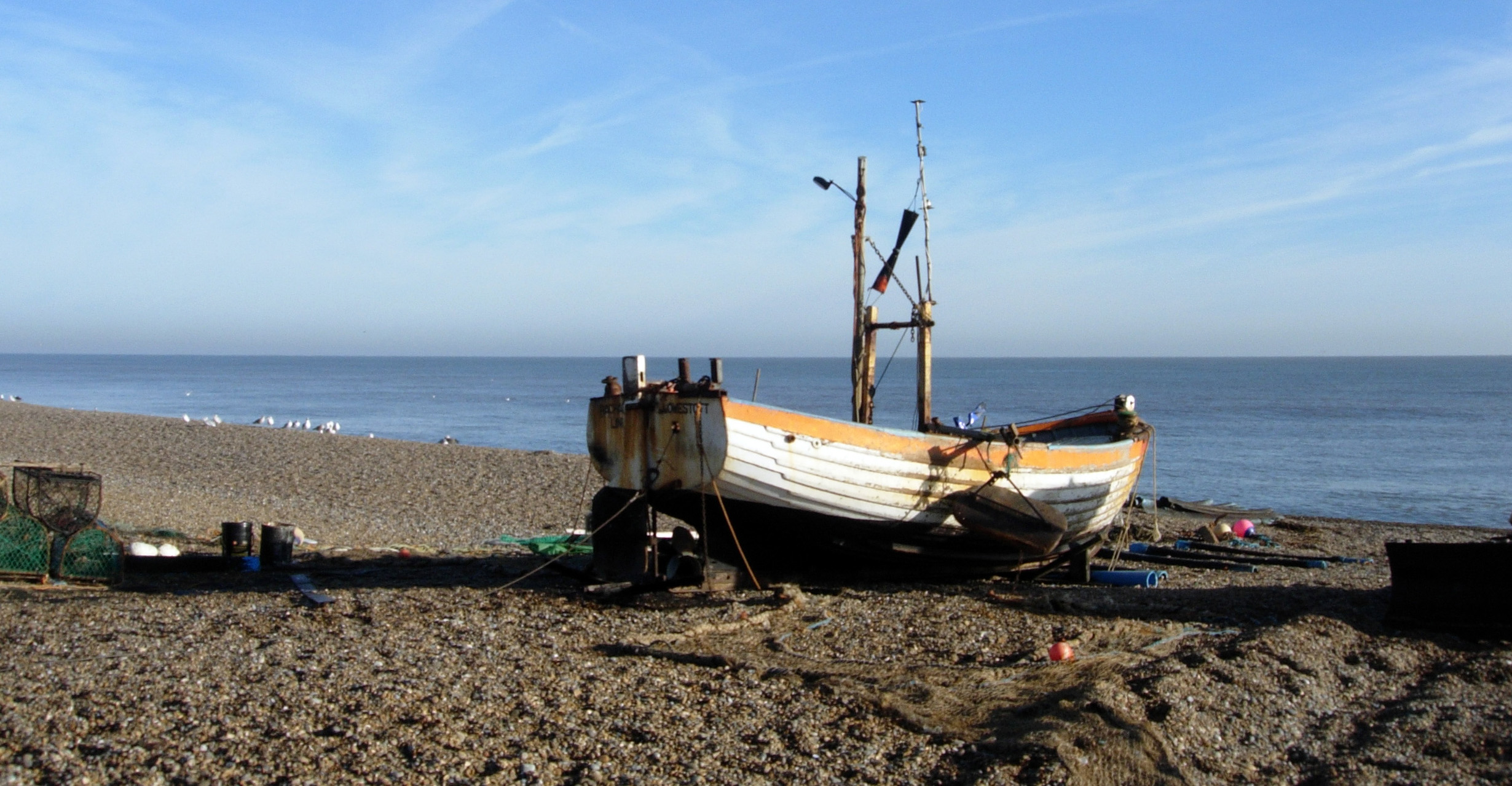
Bord de mer
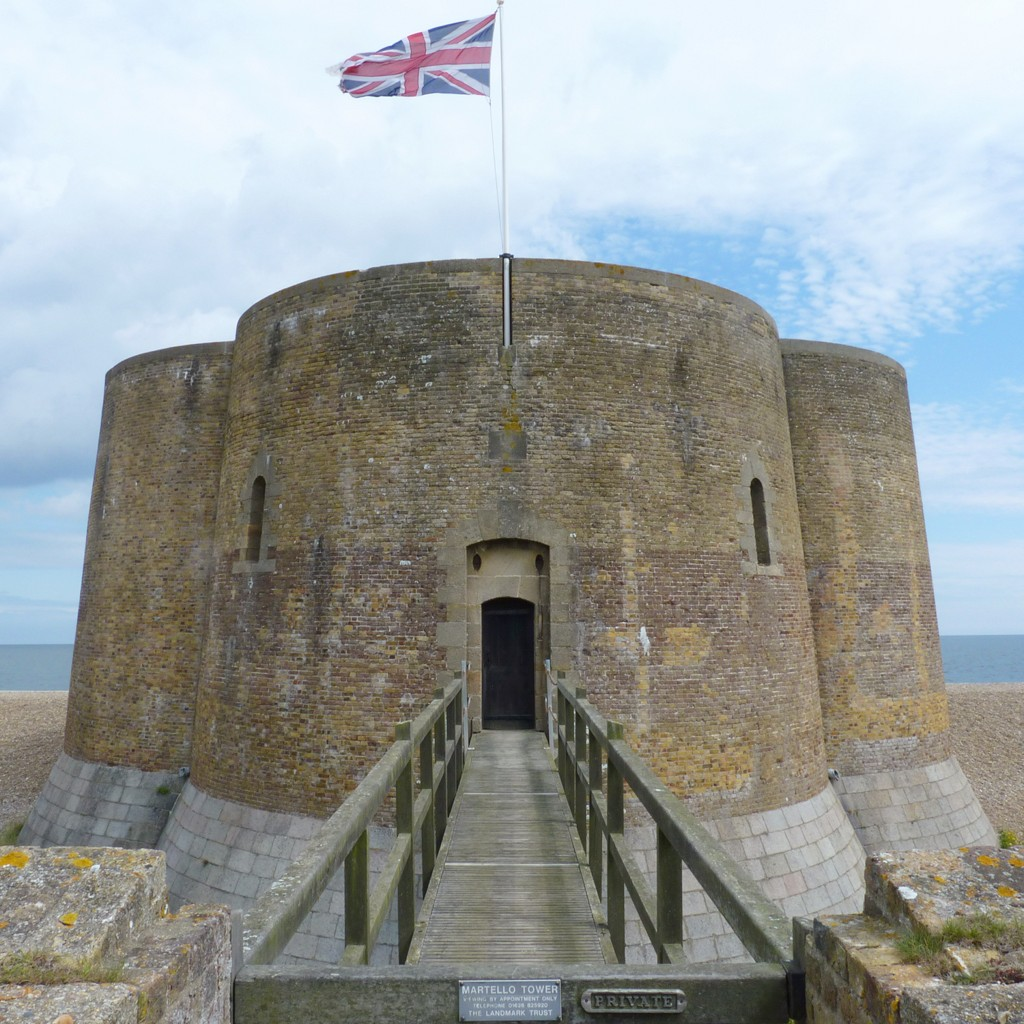
Tour Martello
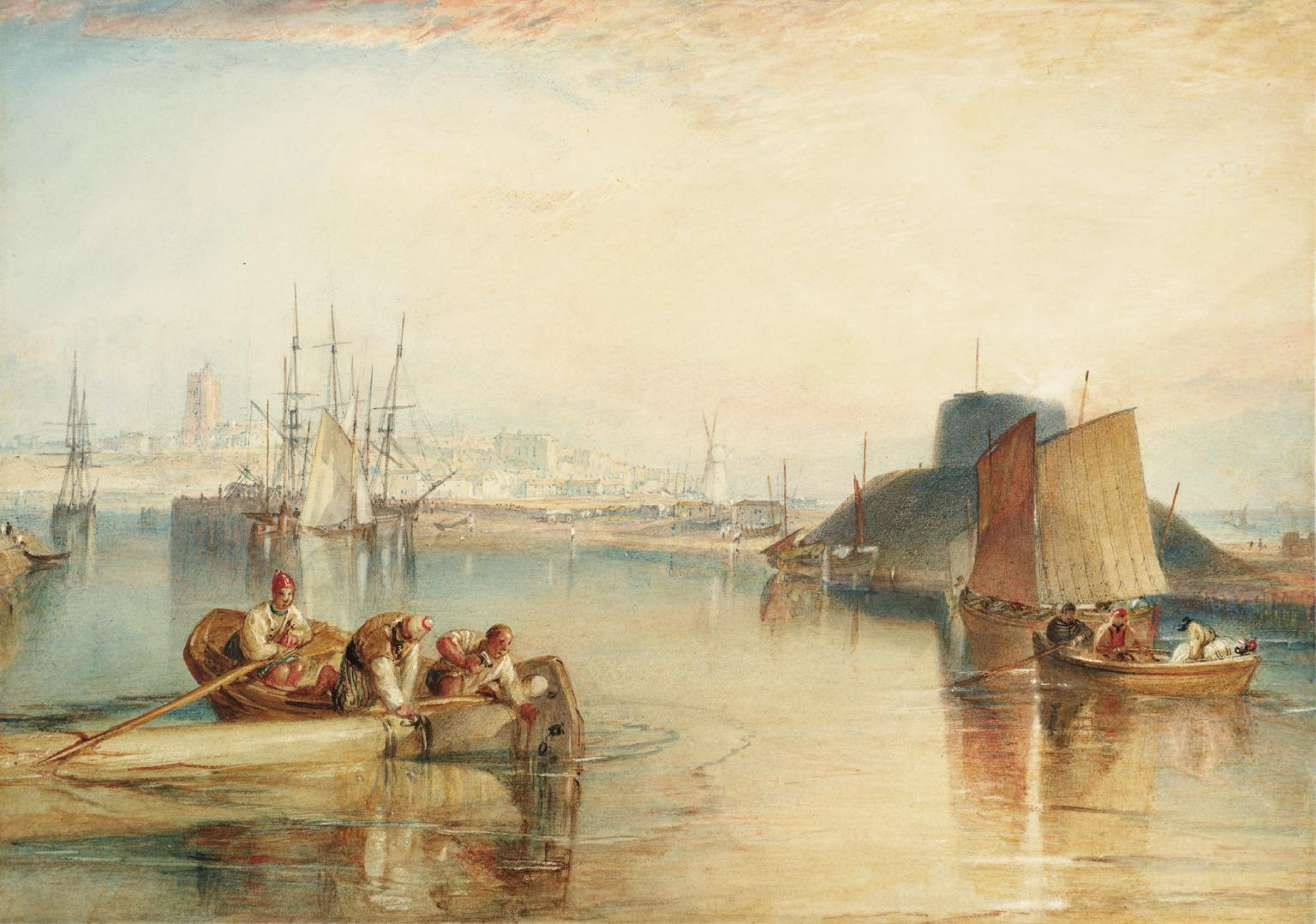
« Aldborough, Suffolk », aquarelle de Joseph Turner (c.1826)